# Concarneau
Concarneau är en kommun i departementet Finistère i regionen Bretagne i västra Frankrike. Kommunen ligger i kantonen Concarneau som tillhör arrondissementet Quimper. År 2022 hade Concarneau 20 632 invånare.

## Befolkningsutveckling
Antalet invånare i kommunen Concarneau
Referens:INSEE

## Galleri

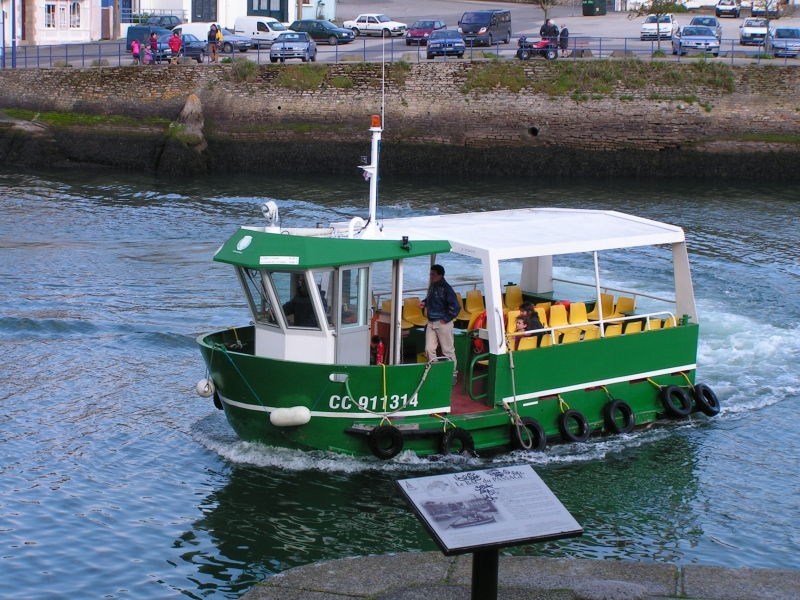
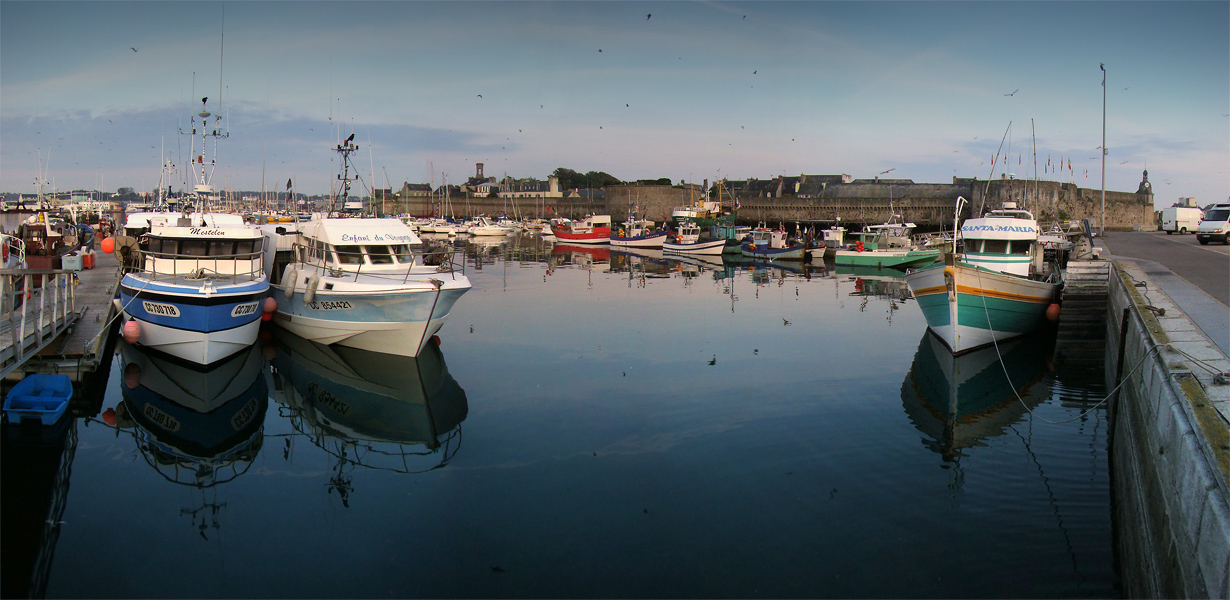
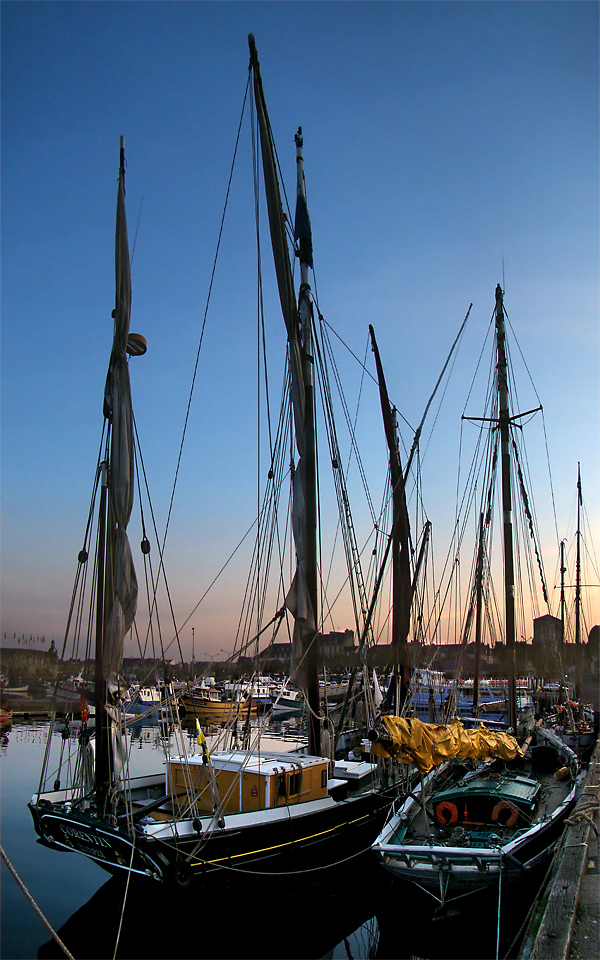
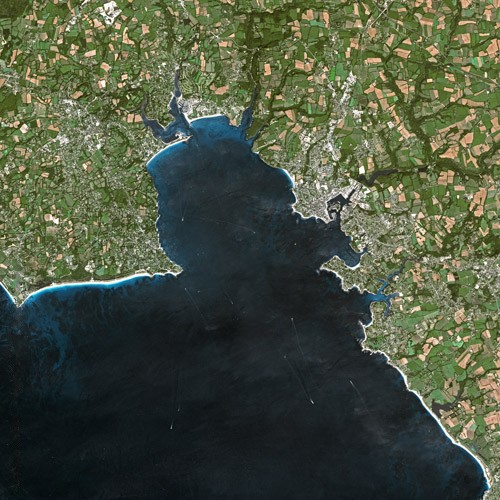
Concarneau från SPOT
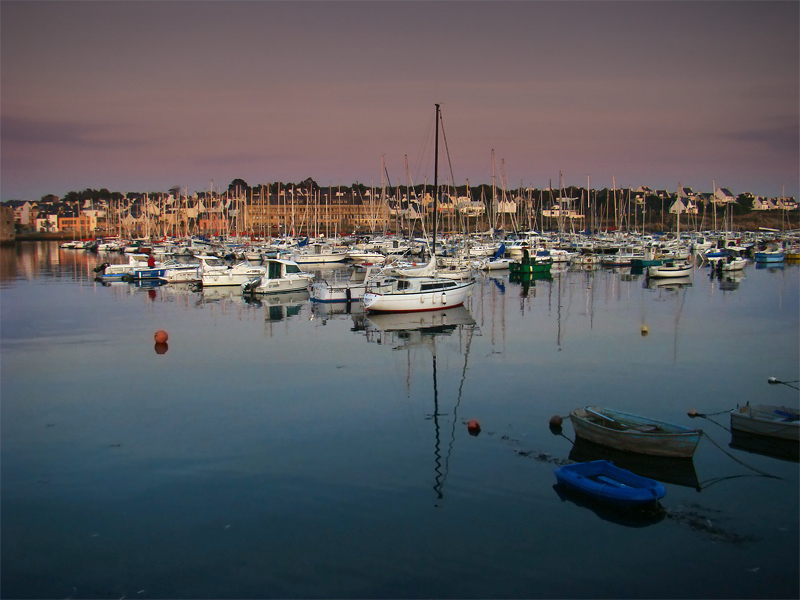